# Arman (trovatore)
Arman o Armand o Arnaut (fl. XIII secolo) è stato un trovatore minore di cui si conosce solo il nome e della cui opera si è conservato solo un partimen scambiato con Bernart de la Barta.